# Дунайка (приток Соженки)
Дунайка — речка в Шумячском районе Смоленской области России. Правый приток Соженки.
Длина 10 км. Исток у деревни Вигурина Поляна Шумячского района. Общее направление течения на юг. Протекает через деревни Вигурина Поляна, Прудо-Поляна, Комаровичи.
Значимых притоков не имеет. Возле деревни Комаровичи на реке пруд.